# Cirrimaxilla formosa
Cirrimaxilla formosa – gatunek morskiej ryby węgorzokształtnej z rodziny murenowatych (Muraenidae), jedyny przedstawiciel rodzaju Cirrimaxilla. Znany z miejsca typowego – Nan-wan w regionie Pingdong na południowym krańcu Tajwanu oraz z Nowej Kaledonii, gdzie znajdowano go licznie w żołądkach węży morskich z rodzaju Laticauda. Holotypowa samica mierzyła 16,6 cm długości całkowitej (TL).

## Status zagrożenia
W Czerwonej księdze gatunków zagrożonych Międzynarodowej Unii Ochrony Przyrody (IUCN) gatunek ten od 2022 roku klasyfikowany jest jako niedostatecznie rozpoznany (DD – Data Deficient).